# Сауролофус
Сауролофус је био диносаурус из рода Хадросаура и живео је у каснојкреди, пре око 70 милиона година. Станиште му је било у Северној Америци, тачније простору Канаде и у Азији, на простору данашље Монголије. Живео је у влажним џунглама и мочварама и хранио се разним лишћем.
Био је дуг 12 метара и висок 3-5 метара и тежак до 2. тоне. Имао је танку и пљоснату кранијалну кресту која се завршавала оштрим врхом. На основу грађе очне дупље сматра се да је био активан у кратким интервалима и преко дана и током ноћи, што је одлика већине хадросауруса. Био је сродник парасауролофусу.
Род и подврсте
| српски назив   | латински назив | доба        |
| -------------- | -------------- | ----------- |
| анатосаурус    |                | горња креда |
| бактросаурус   |                | горња креда |
| едмонтосаурус  |                | горња креда |
| коритосаурус   |                | горња креда |
| критосаурус    |                | горња креда |
| ламбеосаурус   |                | горња креда |
| мајасаура      |                | горња креда |
| парасауролофус |                | горња креда |
| сауролофус     |                | горња креда |
| хадросаурус    |                | горња креда |
| хипакросаурус  |                | горња креда |
| чинтаосаурус   |                | горња креда |
| шантунгосаурус |                | горња креда |